# Конвой №5152
Конвой № 5152 — японський конвой часів Другої світової війни, проведення якого відбувалось у липні 1943-го.
Вихідним пунктом конвою був атол Трук у центральній частині Каролінських островів, де ще до війни створили головну базу японського ВМФ у Океанії, звідки до лютого 1944-го провадились операції в цілому ряді архіпелагів. Пунктом призначення став атол Кваджелейн, на якому була головна японська база на Маршаллових островах.
До складу конвою увійшли транспорти «Кікукава-Мару» і «Кенан-Мару», тоді як охорону забезпечував мисливець за підводними човнами CH-33.
15 липня 1943-го загін полишив Трук та попрямував на схід. Хоча поблизу вихідного та кінцевого пунктів маршруту традиційно діяли американські підводні човни, проходження конвою № 5152 минуло без інцидентів і 20 липня він прибув на Кваджелейн.